# Gebog (ort i Indonesien)
Gebog är en ort i Indonesien.   Den ligger i provinsen Jawa Tengah, i den västra delen av landet, 400 km öster om huvudstaden Jakarta. Gebog ligger 127 meter över havet och antalet invånare är 43 756.
Terrängen runt Gebog är platt åt sydväst, men åt nordost är den kuperad. Runt Gebog är det mycket tätbefolkat, med 3 022 invånare per kvadratkilometer. Närmaste större samhälle är Kudus, 7,8 km söder om Gebog. Omgivningarna runt Gebog är en mosaik av jordbruksmark och naturlig växtlighet.